# Geranomyia lutulenta
Geranomyia lutulenta là một loài ruồi trong họ Limoniidae. Chúng phân bố ở miền Australasia.